# Municipio de Salem (condado de Greene)
El municipio de Salem (en inglés: Salem Township) es un municipio ubicado en el condado de Greene en el estado estadounidense de Arkansas. En el año 2010 tenía una población de 965 habitantes y una densidad poblacional de 19,62 personas por km².

## Geografía
El municipio de Salem se encuentra ubicado en las coordenadas 36°0′4″N 90°42′49″O / 36.00111, -90.71361. Según la Oficina del Censo de los Estados Unidos, el municipio tiene una superficie total de 49.18 km², de la cual 47,73 km² corresponden a tierra firme y (2,95 %) 1,45 km² es agua.

## Demografía
Según el censo de 2010, había 965 personas residiendo en el municipio de Salem. La densidad de población era de 19,62 hab./km². De los 965 habitantes, el municipio de Salem estaba compuesto por el 98,24 % blancos, el 0,41 % eran afroamericanos, el 0,41 % eran amerindios y el 0,93 % eran de una mezcla de razas. Del total de la población el 0,52 % eran hispanos o latinos de cualquier raza.